# Бахтин (фамилия)
Бахти́н — русская фамилия, происходящая от русского прозвища Бахта (Пахта или Бафта), которое по Далю означает «набивную бязь». По-видимому, оно принадлежало основателю рода и служило обозначением рыхлого и пухлого человека. Также слово «бахта» встречается в региональной русской лексике и является заимстовванием из тюркских языков (татарский, казахский, башкирский) в которых оно обозначает «хлопок», «хлопчатая вата». Скорее всего в тюркские языки оно попало из древнеиранского и хорезмийского субстрата среднеазиатской и восточноевропейской языковой среды. В нынешнее время в уральских и оренбургских районах слово «бахта» обозначает помимо набивной бязи хлопчатную выбойку, в Архангельске — гагачий пух, а в Сибири — покрывало из выбойки.
Возможным вариантом также является происхождение фамилии Бахтин от слова бахтить (бахтеть), то есть — «бахвалиться, важничать».